# Cantón Morona
Morona es un cantón de la provincia de Morona Santiago en Ecuador, tiene una población de 54.935 habitantes. Su cabecera cantonal es la ciudad de Macas.  Dentro del cantón se encuentra parte del parque nacional Sangay.

## Fecha de fundación
29 de mayo de 1961

## Extensión y límites
El cantón Morona tiene una extensión de 5095km2. Sus límites son:
- Al norte con los cantones Pablo Sexto y Huamboya
- Al sur con los cantones Sucúa y Logroño
- Al oeste con la provincia de Chimborazo
- Al este con el cantón Taisha

## División política
Morona se divide en nueve parroquias:

Parroquia Urbana
- Macas (cabecera cantonal y capital provincial).

Parroquias Rurales
- Alshi (Cab. en 9 de Octubre).
- General Proaño.
- San Isidro.
- Sevilla Don Bosco
- Sinaí.
- Cuchaentza.
- Río Blanco.
- Zuña (Zuñac).